# Wilhelm Spiegel
Wilhelm Spiegel (Gelsenkirchen, 22 juni 1876 – Kiel, 12 maart 1933) was een Duitse politicus. Hij was een van de eerste slachtoffers van het nazisme.

## Levensloop
Spiegel was van Joodse afkomst. Na het gymnasium afgerond te hebben in 1895 studeerde hij rechten in München, Berlijn, Bonn en Kiel. In 1905 promoveerde hij. Een half jaar later leerde hij in Den Haag Emma Loeb kennen, met wie hij in het huwelijk trad. Haar zus Theodora was getrouwd met de Nederlandse schrijver Abel Herzberg.
De Duitser was lid van de socialistische SPD. Van 1911 tot 1933 was hij lid van de Kieler gemeenteraad, van 1919 tot 1924 was hij zelfs voorzitter. Daarnaast was hij voorzitter van de Israëlitische kerkelijke gemeente in Kiel en bestuurslid van de lokale Volkshogeschool. Tijdens de Kapp-putsch, een staatsgreep met als doel de Weimarrepubliek om ver te werpen stond Spiegel aan het hoofd van een groep arbeiders die de staatsgreep zonder bloedvergieten wilde neerslaan. Hij onderhandelde daarover met het lokale Freikorps die de coup steunde. Uiteindelijk mislukte de staatsgreep.
Spiegel verkreeg landelijke bekendheid toen hij in 1932 Kurt Wurbs, de hoofdredacteur van de sociaaldemocratische krant Schleswig-Holsteinischen Zeitung verdedigde in een zaak die door Adolf Hitler tegen hem was aangespannen. Wurbs had namelijk geschreven dat Hitler een burgeroorlog voorbereidde, iets dat de nazi-leider nadrukkelijk ontkende. In zijn verdediging verwees Spiegel naar de toenemende straatterreur van de SA. De SA-leider Ernst Röhm getuigde persoonlijk voor de rechtbank dat er geen sprake was van voorbereidingen tot een staatsgreep. Hitler won de zaak en Spiegel verscheen nu in het vizier van de nazi's.
Kort na de landelijke machtsovername van de NSDAP maakte de partij ook in Kiel schoon schip. Op 11 maart 1933 werd burgemeester Emil Lueken vervangen voor de NSDAP'er Walter Behrens. In de volgende nacht verschenen twee nationaalsocialisten bij het huis van Spiegel. Hij werd in zijn kantoor dodelijk in het achterhoofd geschoten.
De begrafenis van Spiegel, drie dagen later, werd door een groot aantal mensen bijgewoond en duizenden arbeiders legden, ondanks dreigementen van de nazi's, hun werk neer. Het was een van de laatste tekenen van massaal verzet van de zijde van de socialisten tegenover de nazi's. De nieuwe burgemeester Behrens gebruikte het moordonderzoek als excuus om verschillende prominente partijgenoten van Spiegel vast te zetten in het concentratiekamp Oranienburg. Serieus onderzoek naar de daders heeft onder de nazi's nooit plaatsgevonden. Na 1945 werd er een SS'er verdacht en vastgezet, maar hij pleegde zelfmoord in de onderzoeksfase.
- Gemeinsame Normdatei: 119182807
- International Standard Name Identifier: 0000 0000 4152 723X
- Library of Congress Control Number: no95017938
- Nationale Bibliotheek van Israël: 987012653975605171
- Virtual International Authority File: 54952435
- WorldCat: E39PBJrrD9c8jhHDJXXjYFFdwC